# Maria Teresa Batlle i Fabregat
Maria Teresa Batlle i Fabregat (Barcelona, 1926 - 23 de setembre de 2011) fou una soprano lírica dramàtica catalana, pertanyent a l'elenc del Gran Teatre del Liceu de Barcelona entre els anys 1953 i 1970.
Era filla de Salvador Batlle i Mercè Fabregat. Va néixer al carrer Boscà, 18 pral. de Barcelona. Va estudiar cant amb Jaume Francisco Puig, que fou professor també dels tenors barcelonins Jaume Aragall i Josep Carreras, i el baríton barceloní Vicenç Sardinero. També va estudiar amb la mezzosoprano barcelonina Dolors Frau. Va guanyar al Conservatori del Liceu un primer premi amb medalla de plata l'any 1953. Més tard va marxar a Itàlia a completar els seus estudis.
Les primeres actuacions en públic de Teresa Batlle daten de 1950, cantant com alumne amb l'Orquestra de Cambra del Conservatori del Liceu sota la direcció de Gabriel Rodó. Aquestes actuacions amb l'Orquestra del Liceu, fora dels escenaris d'òpera, es van produir al llarg dels anys 1950 a 1954.
Va treballar al Liceu al llarg de diverses temporades, en les següents òperes:
- 1953 - La Traviata, de Giuseppe Verdi (4 de novembre), paper secundari.[7]
- 1954 - Die Walküre, de Richard Wagner (21 gener), una de les valquíries.[8]
- 1958 - Maria Egiziaca, d'Ottorino Respighi (gener).[9]
- 1958 - Adriana Lecouvreur, de Francesco Cilea (9 de febrer).[10]
- 1959 - Die Walküre, de Richard Wagner (23 gener), una de les valquíries.[11]
- 1959 - Hänsel und Gretel, d'Engelbert Humperdinck (19 de desembre), primera representació en castellà de l'òpera.[12]
- 1961 - La flauta màgica, de Mozart (13 gener 1961), una de les tres dames de la Reina de la Nit.[13]
- 1962 - Lucia di Lammermoor, de Gaetano Donizetti (29 de gener).[14]
- 1963 - La Traviata, de Verdi (16 de novembre).[15]
- 1965 - Aida, de Verdi (11 de novembre).[16]
- 1966 - Il Trovatore, de Verdi (11 gener).[17]
- 1967 - Lucia di Lammermoor, de Donizetti (21 de novembre).[18]
- 1967 - Andrea Chénier, d'Umberto Giordano (9 de desembre).[19]
- 1968 - Macbeth, de Verdi (desembre).[20]
- 1970 - Norma, de Vincenzo Bellini (8 de gener).[21]

A més de les actuacions al Liceu, va mantenir també una carrera de concertista. El maig de 1960 va estrenar al Palau de la Música Catalana l'obra Poema de la Resurrecció, de Joan Altisent, amb lletra de Miquel Melendres. Del mateix autor, el novembre de 1964 va participar en l'estrena del ballet Gaviotas, acompanyant l'Orquestra del Liceu dirigida pel mestre Eugeni M. Marco.